# Pachypanchax playfairii
Cá Killi vàng (Danh pháp khoa học: Pachypanchax playfairii) là một loài cá Killi trong họ Aplocheilidae, thuộc chi Pachypanchax xuất xứ từ châu Phi.

## Đặc điểm
Cá Killi trưởng thành đạt kích thước 10 cm, như trong hình, có màu sắc rực rỡ, với cơ thể có màu vàng xanh, điểm những chấm da cam vào sọc bao cơ thể và vây. Cá đực chinh phục cá cái bởi màu sắc và hình dáng bề ngoài của chúng. Màu sắc chủ đạo của chúng là xanh, cam, vàng. Chúng là loài ăn thịt nhưng có thể ăn hầu hết những loại thức ăn được cho vào bể, tôm ngâm nước muối, sâu trắng, tubifex, thức ăn khô, đông lạnh. Chúng có thể sống lâu đến 03 năm.
Cá Killi Vàng, chủ yếu được nuôi trong các bể cá thủy sinh, nhưng đôi khi người ta cũng tìm thấy chúng trong những ao nước ngọt và nước lợ, suối, đầm lầy của châu Phi. Cá Killi Vàng không đòi hỏi cao và có thể thích ứng với những điều kiện nước khác nhau. Chúng thích một bể thủy sinh nhiều cây, nước mềm hơn là bể có tính axit cao. Cá không sinh sản thường niên, ta không cần phải di dời trứng sau khi đẻ. Chúng thích đẻ trong bụi rong, rêu Java. Chúng rất dễ dàng sinh sản, và trứng sẽ nở trong vòng 12 đến 14 ngày. Sau khi trứng nở, nên nuôi chúng trong một bể cá nhỏ, cho ăn tôm ngâm nước muối, thức ăn chuyên cho cá nhỏ.